# Dioscoreaceae
Dioscoreaceae is een botanische naam, voor een familie van eenzaadlobbige planten. Een familie onder deze naam wordt universeel erkend door systemen van plantentaxonomie, waaronder het APG-systeem (1998),het APG II-systeem (2003) en het APG III-systeem (2009). De familie wordt in het APG III-systeem geplaatst in de orde Dioscoreales.
De familie telt tegen de duizend soorten in een half dozijn genera, maar bestaat voornamelijk uit het geslacht Dioscorea.
Een opmerkelijk verandering in de Dioscoreaceae tussen APG II en APG I is dat het eerdere systeem twee families erkende (Taccaceae en Trichopodaceae) die in APG II niet meer bestaan omdat de betreffende planten bij de hier behandelde familie zijn ingevoegd. Ook in APG III zijn Taccaceae en Trichopodaceae niet erkend als aparte families, maar merken de auteurs op dat de familie Taccaceae in de toekomst terug afgesplitst zou kunnen worden, aangezien ze niet alleen morfologisch afwijken maar ook resultaten van recente fylogenetische studies dit ondersteunen.
Bij Cronquist (1981) is de plaatsing in de orde Liliales.